# HC Dukla Jihlava
Le HC Dukla Jihlava – également connu sous le nom de Dukla Jihlava – est un club de hockey sur glace professionnel de République tchèque qui a été fondé en 1956.
Le club est fondé en tant que club militaire et résulte de la fusion des deux clubs : l'ÚDA Prague et Tankista Prague.
L'équipe est basée à Jihlava et remporte douze fois le championnat de Tchécoslovaquie, dont six fois consécutives de 1967 à 1972, une fois en 1974, quatre fois de 1982 à 1985 puis une dernière fois en 1991.

## Historique

### Création du club

Premier logotype du club

À  la fin de la saison 1955-1956, l'Armée tchécoslovaque décide de fusionner les deux clubs qui jouaient alors dans le championnat élite tchécoslovaque. Tout comme d'autres sections de sport de l'Armée, le club est renommé Dukla en l'honneur d'un village tchécoslovaque proche de la frontière avec la Pologne dans lequel une bataille a lieu en 1944 lors de la Seconde Guerre mondiale. Cette bataille se déroule entre l'Union des républiques socialistes soviétiques et les forces de l'Allemagne nazie et fait plus de cent mille morts.
Le club ne fait ses débuts dans le championnat élite qu'un an plus tard puisqu'il passe la saison 1956-1957 en deuxième division, la II. liga et jouant ses matchs à Olomouc sous le nom de Křídla vlastí Olomouc,. Il est en effet nécessaire à la ville de se doter d'une patinoire alors que la ville d'Olomouc en possède une depuis quelques années déjà.
À la suite de cette première saison en République tchécoslovaque, l'équipe se place en tête de sa poule et gagne une place dans la phase de barrage pour la montée en élite. À l'issue de cette phase, les deux équipes de II. liga accèdent l'élite pour la saison suivante.
Le club prend alors le nom de Armádní Sportovní Družstvo Dukla Jihlava soit ASD Dukla Jihlava en abrégé. À cette époque, le hockey tchécoslovaque est dominé par l'équipe de Brno qui remporte presque tous les championnats entre 1955 et 1966 – seul Kladno parvient à prendre un titre en douze saisons à Brno et ceci en 1959.

### 1967-1974, la première dynastie de Jihlava

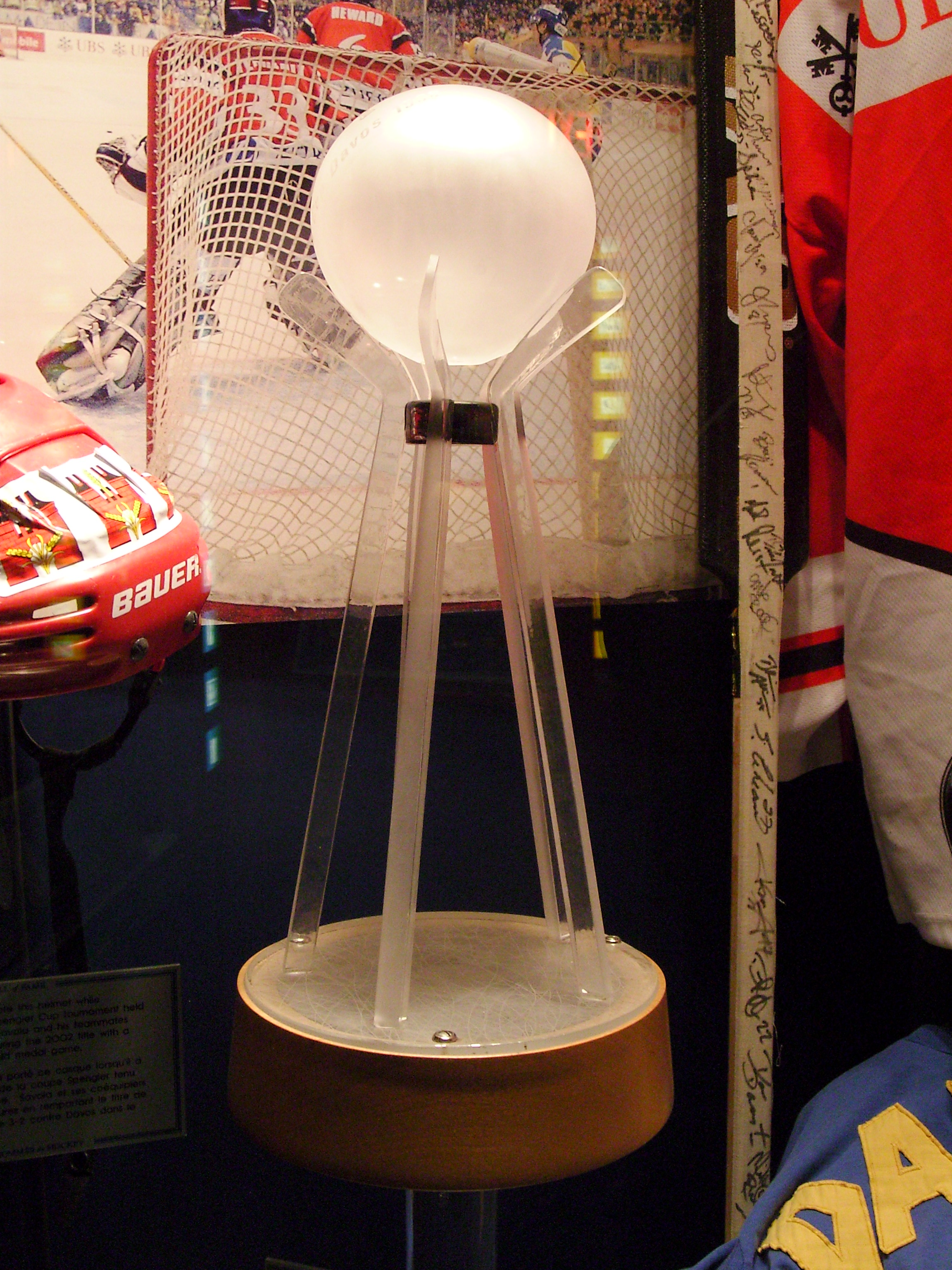
La Coupe Spengler, trophée européen, a été remportée par le club à cinq reprises au cours de son existence.

En 1966, Jan Klapáč joueur de l'ASD est le meilleur pointeur de la saison avec un total de 41 réalisations. Brno remporte tout de même le titre de champion de la Tchécoslovaquie, juste devant Jihlava mais cela sera la dernière fois que le club de Brno remporte un titre du temps de la Tchécoslovaquie. En effet, dès la saison suivante, Dukla Jihlava est sacré champion de la saison après avoir joué trente-six matchs avec vingt-trois victoires, un match nul et trois défaites. Le club termine avec cinquante-deux points soit trois de plus que son dauphin, le Sparta ČKD Praha. Klapáč termine deuxième meilleur pointeur de la ligue avec trente-neuf points, un de moins que Václav Nedomanský du TJ Slovan CHZJD Bratislava. L'équipe est alors entraînée par Jaroslav Pitner qui est en poste au club depuis 1958 et a eu ainsi le temps de mettre en place un système de jeu et son empreinte sur le club. Il est alors d'ailleurs depuis le début de la saison également à la tête de l'équipe nationale.
Le club remporte le titre lors des cinq éditions suivantes du championnat : en 1968, 1969, 1970, 1971 et 1972. Le club place son défenseur, Jan Suchý, en tant que meilleur pointeur en 1969 avec cinquante-quatre points. Il est, au cours de cette saison, récompensé comme étant le meilleur joueur tchécoslovaque et remporte la Zlatá hokejka. Il remporte le trophée également la saison suivante sans pour autant finir meilleur pointeur du championnat. La génération qui remporte les six titres consécutifs compte les joueurs suivants : Jaroslav Holík, Jiří Holík, Jan Suchý, Josef Augusta, Milan Chalupa, Jan Klapáč, Jan Hrbatý et Ladislav Šmíd.
Finalement, l'équipe perd un championnat pour la première fois en 1972-1973. Avec cinq points de plus, le TJ Tesla Pardubice termine devant le club de l'Armée au cours de la saison. Depuis quelque temps déjà, une phase de séries éliminatoires détermine le champion du pays et Jihlava a alors toujours ses chances de se rattraper lors des séries. Malgré la présence de Milan Nový dans l'équipe, le meilleur pointeur de la saison, l'équipe perd la finale quatre matchs à deux contre Pardubice,. Le club prend sa revanche la saison suivante en remportant son septième titre en huit saisons.
Dans le même temps, le club connaît également une présence européenne. En effet, depuis 1923, une compétition internationale se déroule chaque année à Davos entre Noël et le Nouvel an. Les équipes participantes sont invitées par l'équipe hôte, le HC Davos, à jouer pour la Coupe Spengler. Le club tchécoslovaque remporte la Coupe les trois premières fois où il est invité : en 1965, 1966 et 1968. Le club est une nouvelle fois invité en 1969 mais termine alors à la deuxième place du classement derrière le HK Lokomotiv Moscou. Lors de l'édition de 1970 c'est le SKA Leningrad qui remporte le trophée Suisse.

### 1974-1982, en attendant de gagner

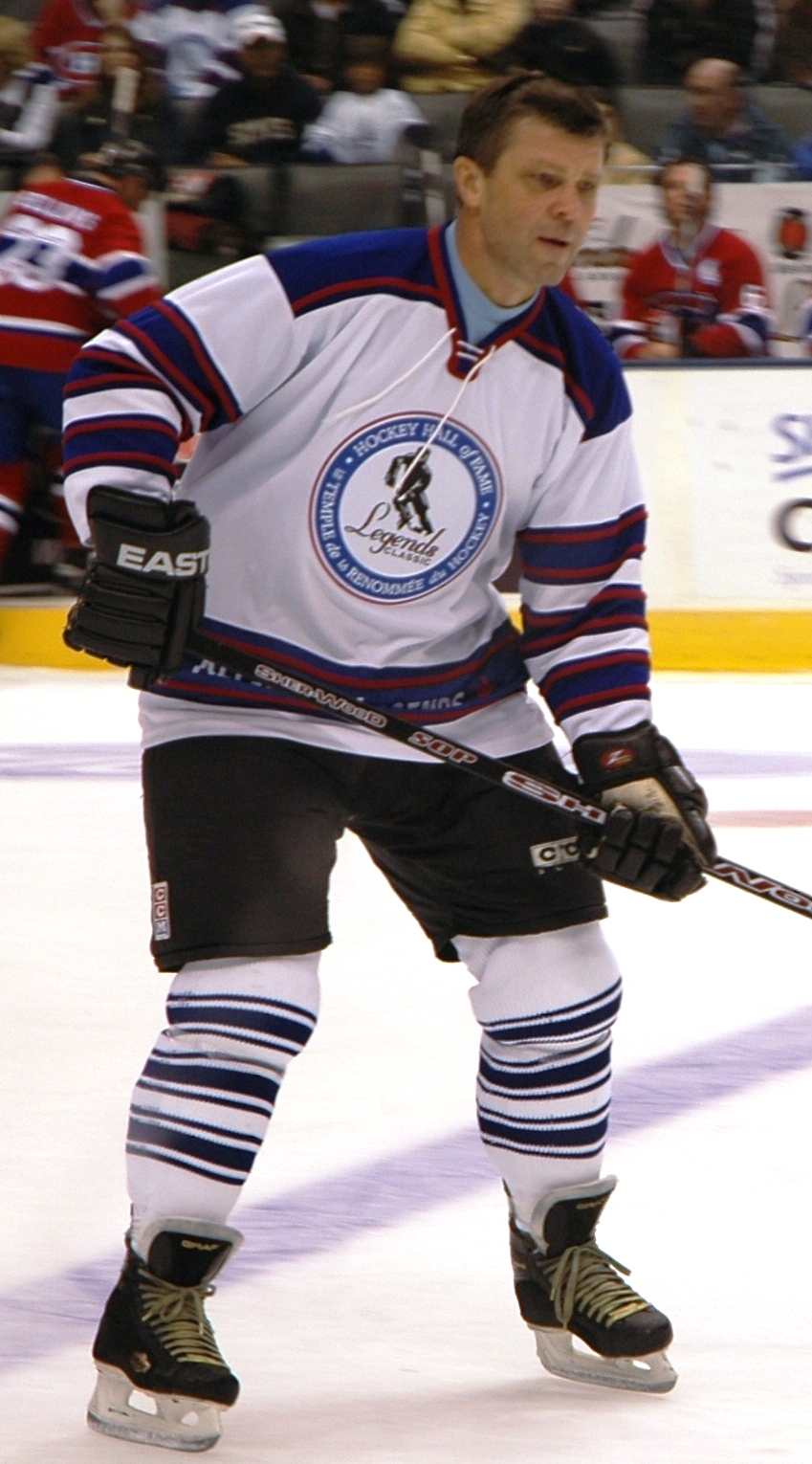
En 1979, le club finit derrière l'équipe de Peter Šťastný, le TJ Slovan CHZJD Bratislava.

En 1974-1975, le titre de champion de l'élite revient au club du SONP Kladno, seize ans après son premier titre de 1959, son dernier en date. À titre personnel, l'ASD glisse même de la première à la troisième place et il faut attendre 1978 pour revoir le club sur les devants de la scène.
En 1977, l'ASD est invité à jouer la Coupe Spengler et finit une nouvelle fois à la deuxième place du classement, encore derrière Leningrad. La saison suivante, le succès revient pour l'équipe tchécoslovaque qui remporte une nouvelle fois la Coupe. Malgré ce succès en Europe, l'ASD ne convainc pas dans son pays et Kladno continue de remporter le championnat élite en accrochant un quatrième titre consécutif à son palmarès.
Malgré tout, au cours de la saison 1978-1979, le club laisse apercevoir son potentiel. En effet, Vladimír Martinec rejoint le club en cours de saison en provenance de Pardubice et remporte la Zlatá hokejka du meilleur joueur. Dans le même temps, Jiří Králík, gardien de but de l'équipe, est élu meilleur portier du championnat selon le magazine Tip. Le club ne remporte pas le titre et finit deuxième de la saison. Le titre de champion est remporté par le TJ Slovan CHZJD Bratislava dans lequel évoluent les frères Šťastný, Anton, Marián et Peter. L'équipe participe à sa huitième Coupe Spengler en cours de saison mais termine à la troisième place du classement.
Au début de la saison 1979-1980, Martinec retourne jouer pour Pardubice et c'est une nouvelle fois Kladno qui vole la vedette à l'ASD avec une nouvelle ligne à son palmarès. En 1981, deux joueurs de l'effectif sont dans le trio de tête pour les meilleurs pointeurs de la saison : Jiří Lála et Jindřich Kokrment terminent la saison avec 62 et 61 alors que Milan Nový, qui joue pour Kladno, est le meilleur pointeur de la saison avec 80 points de récoltés. Avec 40 buts, Lála est le meilleur à cet exercice de la saison. D'un point de vue collectif, l'ASD Dukla Jihlava est une nouvelle fois deuxième du championnat, cette année derrière le TJ Vítkovice.

### 1982-1985, la deuxième dynastie
Au cours de la saison 1981-1982, l'équipe de l'ASD ne perd que sept matchs pour trente-sept victoires alors qu'il n'y a plus de matchs nuls depuis la dernière saison. L'équipe s'appuie sur Lála qui termine sixième pointeur mais surtout sur Králík, une nouvelle fois meilleur gardien du championnat. L'équipe remporte également le titre la saison suivante toujours avec Králík meilleur gardien mais aussi Milan Chalupa meilleur défenseur du championnat. En 1983-1984, c'est Igor Liba, nouvelle recrue de l'équipe mais également récipiendaire de la Zlatá hokejka, qui mène son équipe à une troisième victoire consécutive.
Dix internationaux sont présents dans l'équipe 1984-1985 de l'ASD qui remporte un quatrième titre, mais surtout le onzième titre de l'histoire du club. L'équipe égale donc le plus grand nombre de titre de champions détenu par le LTC Prague et le club de Brno. L'effectif champion est alors le suivant : Šindel, Steklík, Štorek dans les buts, les défenseurs Jaroslav Benák, Horáček, Miloslav Hořava, R. Svoboda, Bedřich Ščerban, F. Musil, Prachař, Urban, T. Mareš, Höfer, Kolek, V. Kučera et les attaquants P. Klíma, Vladimír Kameš, Peter Rosol, Oldrich Válek, Pivoňka, Šejba, Dudáček, Kupec, A. Micka, Peter Vlk, F. Výborný, G. Žák, Božek, Hrbatý, Pata, K. Novotný et Konopčík.

### 1985-1990, des saisons sans titre

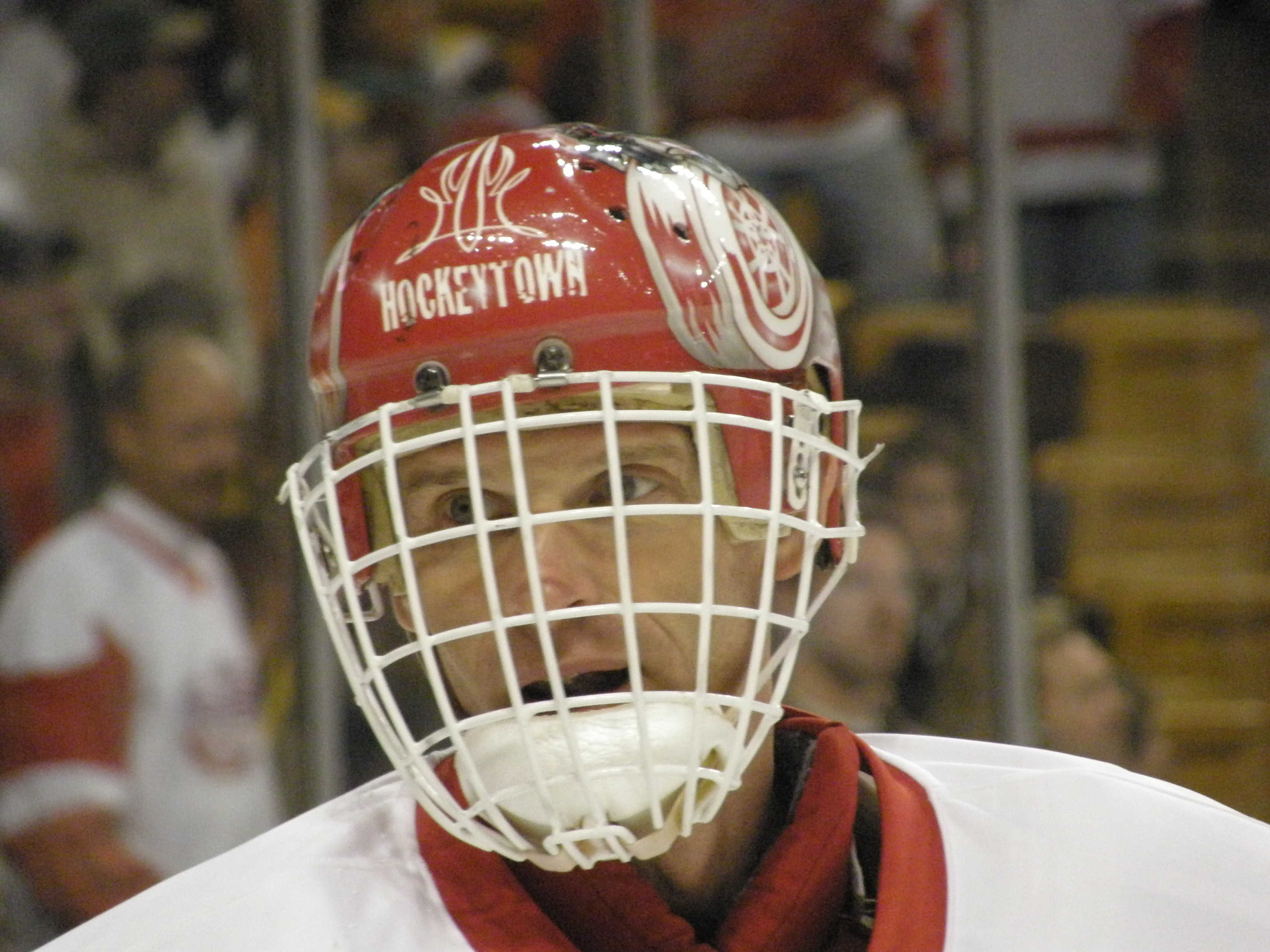
En 1989-1990, le club compte dans ses rangs pour une saison, Dominik Hašek (ici en photographie en 2008 sous les couleurs des Red Wings de Détroit).

Jihlava termine la saison suivante à la troisième place du classement de la saison régulière mais une phase de séries éliminatoires est mise en place à l'issue des trente-quatre matchs. Le club a donc encore toutes ses chances de remporter un douzième titre surtout qu'il passe tous les tours pour se retrouver en finale contre Košice. Celle-ci se joue au meilleur des cinq matchs et chacune des deux équipes remporte les deux rencontres sur leur glace. Un cinquième match est alors joué dans la patinoire de Košice. Les joueurs locaux l'emportent 4-3 à la suite des tirs de fusillade pour le premier titre de l'histoire de la ville.
En 1986-1987, le scénario se répète pour le club de l'armée : une troisième place en saison puis une défaite en finale, cette fois contre Pardubice en cinq matchs, le score de la dernière rencontre se décidant aux tirs de fusillade. Le gardien de Pardubice est alors Dominik Hašek, vainqueur de la Crosse d'Or. Au cours des deux saisons suivantes, l'équipe est éliminée par le Sparta ČKD Praha. En 1989-1990, l'ASD finit à la première place de la saison régulière mais perd dès le premier tour des séries contre le CHZ Litvínov. L'équipe compte alors dans ses rangs un nouveau gardien de but en la personne de Dominik Hašek qui joue alors sa dernière saison en Europe avant de rejoindre les rangs des joueurs en Amérique du Nord.

### 1990-1991, dernier titre tchécoslovaque
En 1990-1991, l'équipe termine pour la deuxième année consécutive à la première place du classement de la saison régulière emmenée par Oldrich Svoboda dans les buts et Ščerban, le capitaine, en défense, et Vlk  en attaque le tout sous la direction de Jaroslav Holík, reconverti en tant qu'entraîneur avec l'aide de Josef Augusta. L'équipe remporte alors son douzième titre de champion de Tchécoslovaquie, décrochant par la même occasion le record du nombre de titres pour un club.
L'équipe est alors la suivante : Oldřich Svoboda, Roman Čechmánek, Marek Novotný en tant que gardiens de but, Richard Adam, Roman Čech, Bedřich Ščerban, Roman Kaňkovský, Vladimír Kolek, Petr Kuchyňa, Jiří Kuntoš, Richard Šmehlík, Viktor Ujčík et Michael Vyhlídal en défense et enfin les attaquants Patrik Augusta, Jiří Cihlář, Libor Dolana, Radek Haut, Radek Haman, Petr Kaňkovský, Milan Kastner, Ervin Mašek, Roman Mejzlík, Aleš Polcar, Jiří Poukar, Petr Vlk, Tomáš Kucharčík, Pavel Dvořák, Tomáš Chlubna, Leoš Pípa, Marek Zadina,.
Les joueurs de l'équipe sont mis en avant par de nombreux trophées : Svoboda est élu meilleur gardien, Vlk meilleur défenseur des séries, Ščerban le joueur le plus fair-play et il remporte également la Zlatá hokejka.
Lors des deux dernières saisons de Tchécoslvoquie, Jihlava est prématurément éliminée des séries éliminatoires et au 1er janvier 1993, la Tchécoslovaquie se divise en deux pays : la Slovaquie et la République tchèque. L'ASD Dukla Jihlava reste ainsi le club le plus titré de l'histoire de la Tchécoslovaquie malgré des finances qui vont de plus en plus mal. Les meilleurs joueurs sont petit à petit vendus aux autres équipes pour que le club puisse survivre.

## Saison après saison

### Palmarès
- Douze titres de champion de Tchécoslovaquie : 1967, 1968, 1969, 1970, 1971, 1972, 1974, 1982, 1983, 1984, 1985 et 1991
- Cinq Coupes Spengler sur treize participations : 1965, 1966, 1968, 1978 et 1982
- Sept finales de Coupe d'Europe : 1968, 1971, 1973, 1977, 1983 et 1986
- Deux titres de champions de deuxième division tchèque : 2000 et 2004

### Statistiques nationales

#### 1957-1972
Entre 1957 et 1972, la saison ne se compose que de phases de matchs allers-retours entre toutes les équipes avec un classement final déterminant le champion de la saison. À partir de 1960-1961, la saison est découpée en deux phases avec seulement les six premiers du classement au bout de vingt-deux matchs qui jouent le titre final au cours de dix matchs de plus. Le classement est établi en cumulant les résultats des deux phases. Les autres équipes jouent également une phase pour déterminer quelle équipe doit jouer le maintien. Cinq saisons plus tard, en 1965-1966, trente-six matchs sont nécessaires pour déterminer le champion au cours d'une seule phase.
| Saison    | PJ | V  | N | D  | BP  | BC  | Pts | Classement          |
| --------- | -- | -- | - | -- | --- | --- | --- | ------------------- |
| 1957-1958 | 22 | 7  | 1 | 14 | 67  | 113 | 15  | Neuvième sur douze  |
| 1958-1959 | 22 | 10 | 3 | 9  | 100 | 84  | 23  | Septième sur douze  |
| 1959-1960 | 22 | 9  | 5 | 8  | 91  | 88  | 23  | Septième sur douze  |
| 1960-1961 | 32 | 14 | 4 | 14 | 123 | 124 | 32  | Quatrième sur douze |
| 1961-1962 | 32 | 20 | 3 | 9  | 136 | 115 | 43  | Troisième sur douze |
| 1962-1963 | 32 | 17 | 6 | 9  | 135 | 112 | 40  | Troisième sur douze |
| 1963-1964 | 32 | 18 | 3 | 11 | 139 | 98  | 39  | Troisième sur douze |
| 1964-1965 | 32 | 19 | 2 | 11 | 155 | 93  | 40  | Quatrième sur douze |
| 1965-1966 | 36 | 26 | 4 | 6  | 197 | 94  | 56  | Deuxième sur dix    |
| 1966-1967 | 36 | 23 | 6 | 7  | 173 | 81  | 52  | Premier sur dix     |
| 1967-1968 | 36 | 26 | 7 | 3  | 186 | 81  | 59  | Premier sur dix     |
| 1968-1969 | 36 | 29 | 1 | 6  | 208 | 83  | 59  | Premier sur dix     |
| 1969-1970 | 36 | 24 | 4 | 8  | 178 | 80  | 52  | Premier sur dix     |
| 1970-1971 | 36 | 19 | 8 | 9  | 147 | 87  | 46  | Deuxième sur dix    |
| 1971-1972 | 36 | 22 | 4 | 10 | 148 | 86  | 48  | Premier sur dix     |

#### 1972- ...
En 1972-1973, à la suite de la première phase de championnat, une phase de séries éliminatoires est mise en place.

### Traductions
Cette section présente les traductions littérales des termes tchèques en français.
1. ↑  Zimní stadion signifie « stade du froid »
2. ↑  Křídla vlastí signifie « ailes de la patrie ».
3. ↑  Armádní Sportovní Družstvo signifie « équipe de sport de l'armée ».
4. ↑  Zlatá hokejka signifie « Crosse d'or »